# Gesztesi-kőfülke
A Gesztesi-kőfülke a Duna–Ipoly Nemzeti Parkban található Vértes hegységben, Várgesztesen lévő egyik barlang.

## Leírás
Várgesztes külterületén, a település központjától DNy-ra, a Gesztesi vár felé vezető műúton, az erdő széle után kb. 200 m-re, az út jobb oldalán, a völgy Ny-i oldalában, 330 m tszf. magasságban, az úttól kb. 15 m relatív magasságban helyezkedik el a barlang. A kápolnának kialakított barlang könnyen észrevehető az útról hozzá vezető lépcsősor miatt. Turistatérképeken jelölve van a barlang helye barlangjellel és nevének feltüntetésével. A barlangbejárat 3 m széles, 2,3 m magas, természetes jellegű, szabálytalan alakú és vízszintes tengelyirányú.
A barlang vastagpados triász mészkő réteglapjai mentén szivárgó vizek korróziós hatása miatt, valamint kifagyásos kőzetaprózódás miatt jött létre. Az aránylag nagy méretű üreg központi fülkéjéből, a hátsó falon, mellmagasságban, egy oldott, gömbfülke-szerű üreg nyúlik hátra. A fülke jobb oldalán, az aljzat szintjén pedig egy 2,5 m hosszú kúszójárat kezdődik. A könnyű sétával megközelíthető, könnyen járható barlang bejárásához nem szükséges engedély.
1984-ben volt először Gesztesi-kőfülke néven említve a barlang az irodalmában. Előfordul a barlang az irodalmában Gesztesi kőfülke (Alba Regia Barlangkutató Csoport 1979) néven is.

## Kutatástörténet
Az Alba Regia Barlangkutató Csoport által 1979-ben készített kézirat szerint a Gesztesi kőfülke eddig nem volt említve írott műben. A barlang Várgesztes (Komárom megye) határában, a település templomától 205°-ra, 800 m-re, 325 m tszf. magasságban helyezkedik el. Várgesztes központjából a várhoz vezető műúton haladva, az erdő széle után kb. 200 m-re, az út jobb oldalán, 10 m relatív magasságban van a kőfülke, amely az útról is látható. A barlang 3 m széles, 2,5 m magas és 2,5 m hosszú. A barlang 23° dőlésű mészkőréteglapok mentén szivárgó vizek korróziós hatása miatt keletkezett, majd másodlagosan a fagyás okozta kőzetaprózódás is alakította.
A barlangból kb. 1 m magasságban nyílik egy 1 m hosszú, elhajló, oldott, zsákszerű üreg. Jobb oldalon, a talpszintről a kőzet dőlését követő, 2,5 m hosszú, omladékban végződő kúszójárat kezdődik. A fülke felett, a fülkétől 3 m-rel magasabban egy 0,7 m széles, 1,8 m magas, függőleges kürtő látható. Az ellipszis alakú kürtőnek korrodált a fala. A barlang kitöltése kőzettörmelékből és humuszból áll. Szolga Ferenc megtudja mutatni a kis jelentőségű üreget, melyet nem érdemes tovább kutatni.
A kéziratba bekerült a barlang alaprajz térképe és két metszet térképe. A térképek 1:100 méretarányban ábrázolják a barlangot. Az alaprajz térkép használatához a térképlapon jelölve van az É-i irány. Az alaprajz térképen látható a két metszet elhelyezkedése a barlangban. A térképek elkészítéséhez a barlangot Gönczöl Imre és Kökény Károly mérték fel 1979. február 25-én. A térképeket a felmérés felhasználásával, 1979-ben Zentai Ferenc rajzolta meg. A kéziratban látható egy Várgesztes és környéke térkép (kb. 1:25.000 méretarány). A térképen jelölve van az É-i irány. A térképhez tartozó melléktérképen (kb. 1:20.000 méretarány) megfigyelhető a Gesztesi-kőfülke földrajzi elhelyezkedése. A kéziratban van két olyan fénykép, amelyek szemléltetik a barlangot. Az egyik fényképen a barlang bejárata és belseje, a másikon pedig a kőfülkében lévő, korróziós üreg (jégcsapokkal) látható. A fényképeket Gönczöl Imre készítette.
Az 1984-ben kiadott, Magyarország barlangjai című könyv országos barlanglistájában szerepel a Vértes hegység barlangjai között a barlang Gesztesi-kőfülke néven. A listához kapcsolódóan látható a Dunazug-hegység barlangjainak földrajzi elhelyezkedését bemutató 1:500 000-es méretarányú térképen a barlang földrajzi elhelyezkedése. A Béni Kornél és Viszló Levente által írt, 1996-ban napvilágot látott könyvben szó van arról, hogy a Gesztesi kőfülke az Eper-hegyi-odúhoz hasonlóan egy korróziós eredetű kicsiny kőfülke. A kőfülke a várgesztesi részterületen lévő öt kisméretű barlang egyike.
A barlang 2003. május 31-én, BTI kataszteri felvétel alapján készült nyilvántartólapja szerint a 4522-21 barlangkataszteri számú Gesztesi-kőfülke a Vértes hegységben lévő Várgesztesen (Komárom-Esztergom megye) található. Az üreg bejáratának koordinátái (Trimble Geoexplorer 3): X: 600674, Y: 236200, Z: 330. Hegyoldalon lévő sziklafalban, erdőben van a barlang 3 m széles, 2,3 m magas, természetes jellegű, szabálytalan alakú és vízszintes tengelyirányú bejárata. A részletesen felmért barlang 6 m hosszú, 3,5 m függőleges kiterjedésű, 2,5 m magas, 1 m mély és 4 m vízszintes kiterjedésű. Triász mészkőben húzódik az üreg. A barlang kialakulását előkészítette a rétegződés. Az üreg kifagyásos kőzetaprózódás és korrózió miatt jött létre.
A kőfülke térformájú barlang vízszintes aljzatú, és jellemző szelvénytípusa a szabálytalan. Gömbüst van benne. Tematikus feldolgozás: térkép, fénykép, kataszter, leírás. 1979-ben lett először említve a barlang az irodalomban (kataszteri felvétel). Az alapvetően változtatott barlang áthalmozott, mélyített aljzatú. A könnyű sétával megközelíthető, könnyen járható barlang bejárásához nem szükséges engedély. Egyházi célokra ki van építve. Nem tudni, hogy mikor lett kiépítve. Jó állapotú rácsajtóval le van zárva. Nem tudni, hogy mikor lett a rácsajtó elhelyezve. Szobortalapzat, Szűz Mária szobor és virágvázák vannak a barlangban. Illetékes természetvédelmi hatóság: Duna–Ipoly Nemzeti Park Igazgatóság. Az 1979-ben történt barlangkataszteri felvétel óta a barlang önkényesen nagyon át lett alakítva, kápolnának lett kiépítve, és vasrács ajtóval le lett zárva. A kiépítés során egy kőből falazott szobortalapzatot építettek be, és egy Szűz Mária szobrot helyeztek el benne. Egri Csabáék ottjártakor a kápolnát rengeteg virág (mű és élő egyaránt) díszítette. Minden bizonnyal a barlang előterében is változtatások történtek, a föld el lett egyengetve, és egy pad lett összerakva. A barlang és környezete összességében rendezettnek mondható.

## Képgaléria

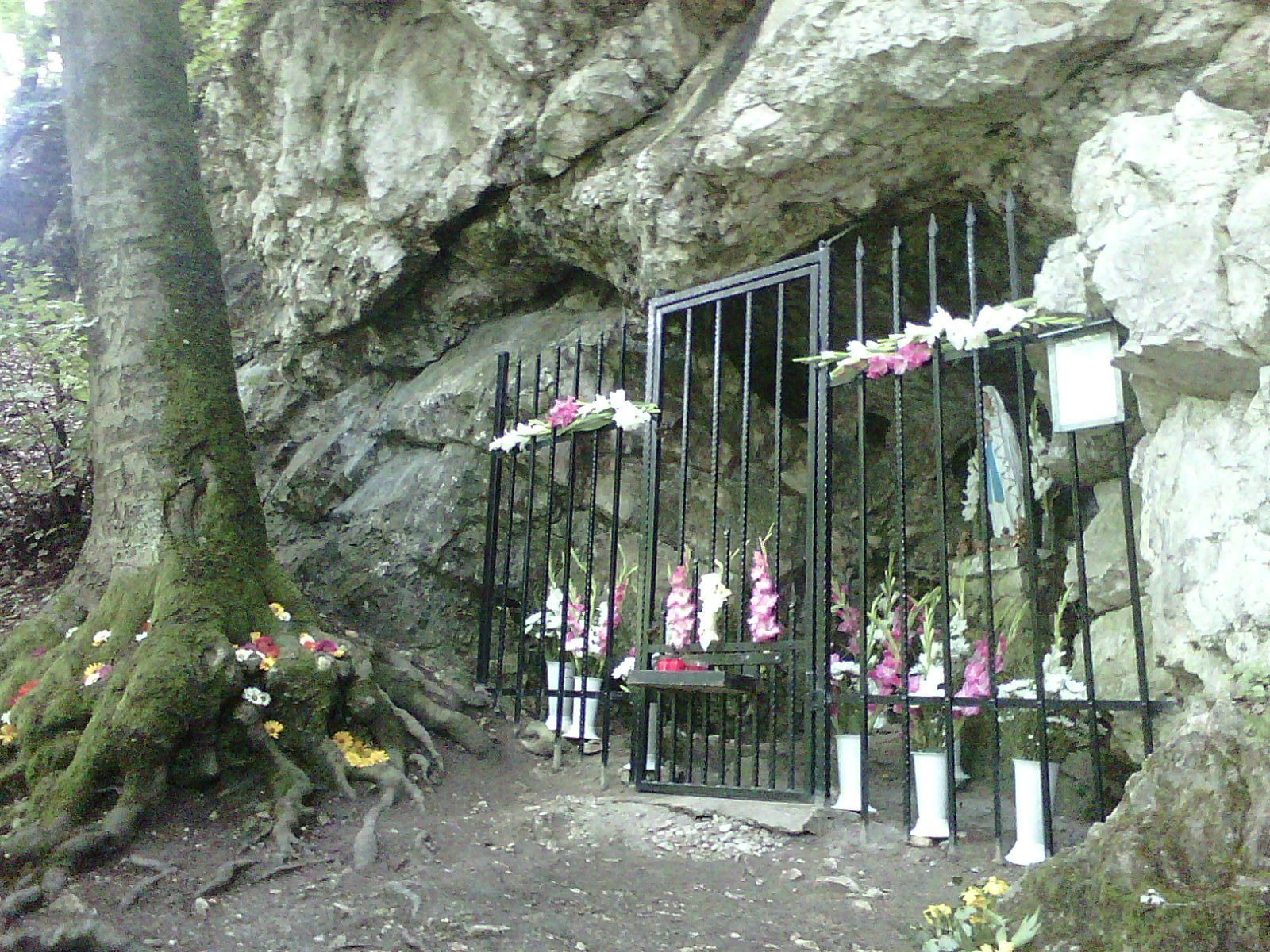
A feldíszített barlang 2016-ban, a zarándoklat napján
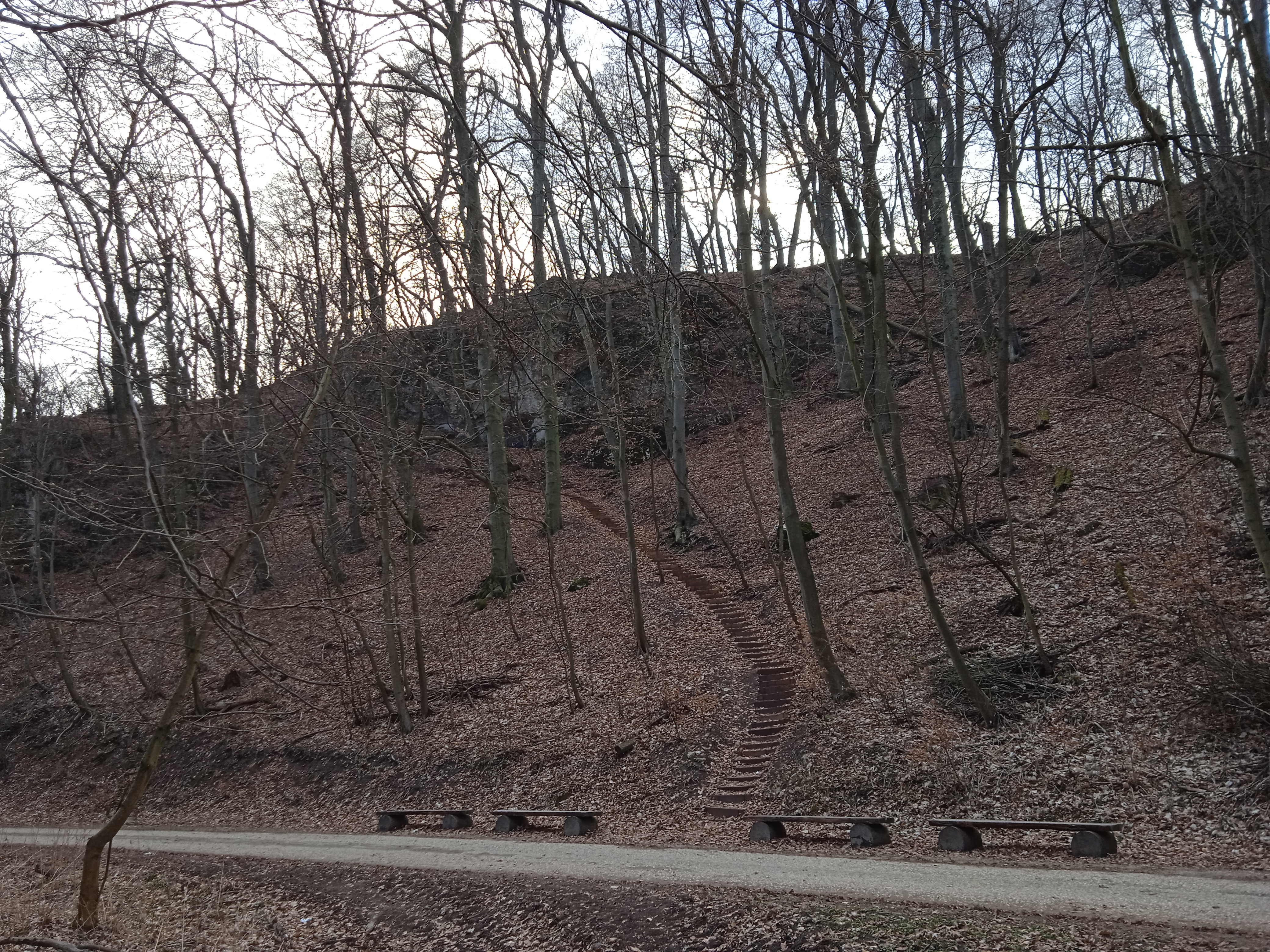
A barlanghoz felvezető lépcsősor 2022-ben
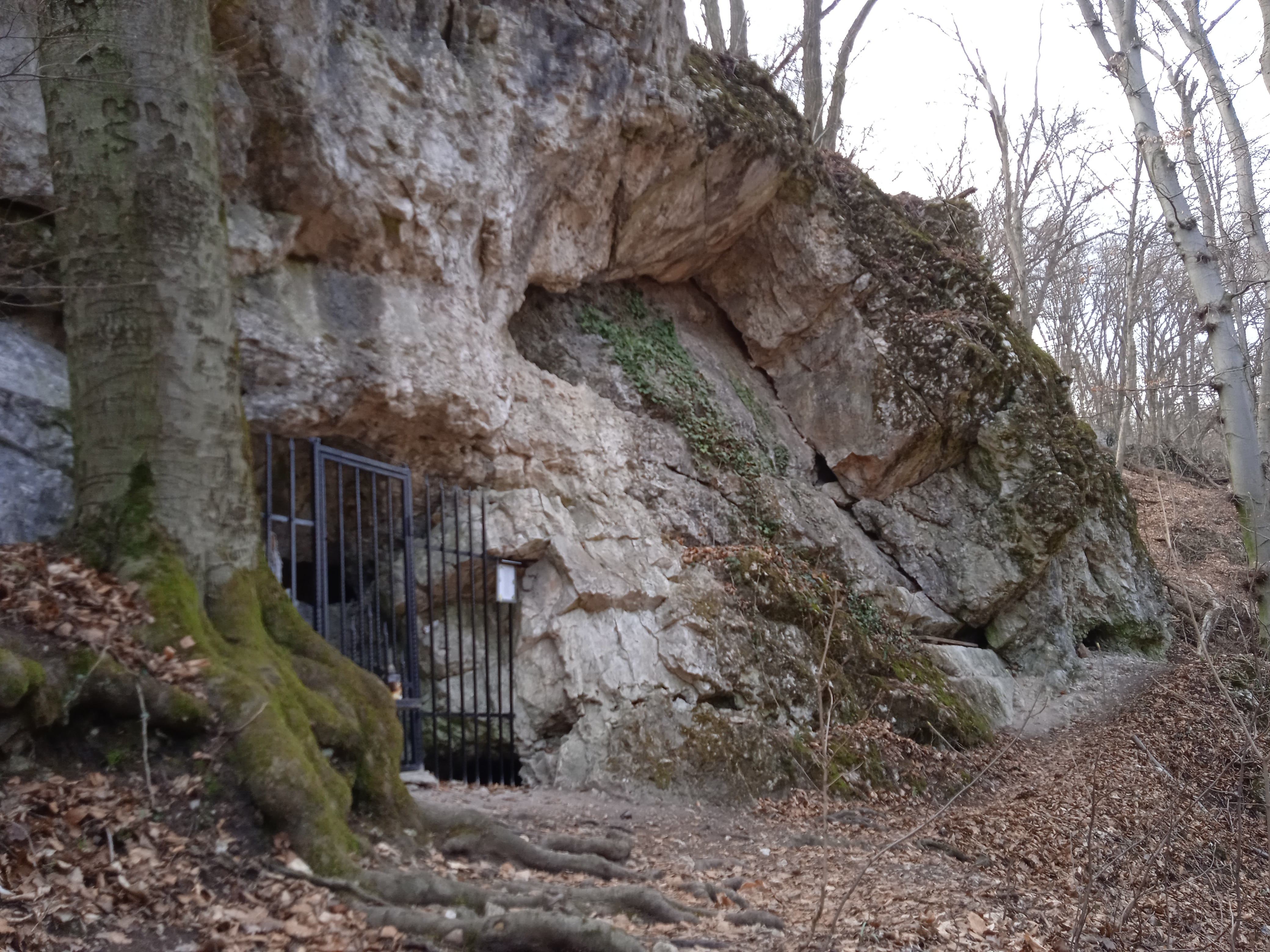
A barlang előtere 2022-ben
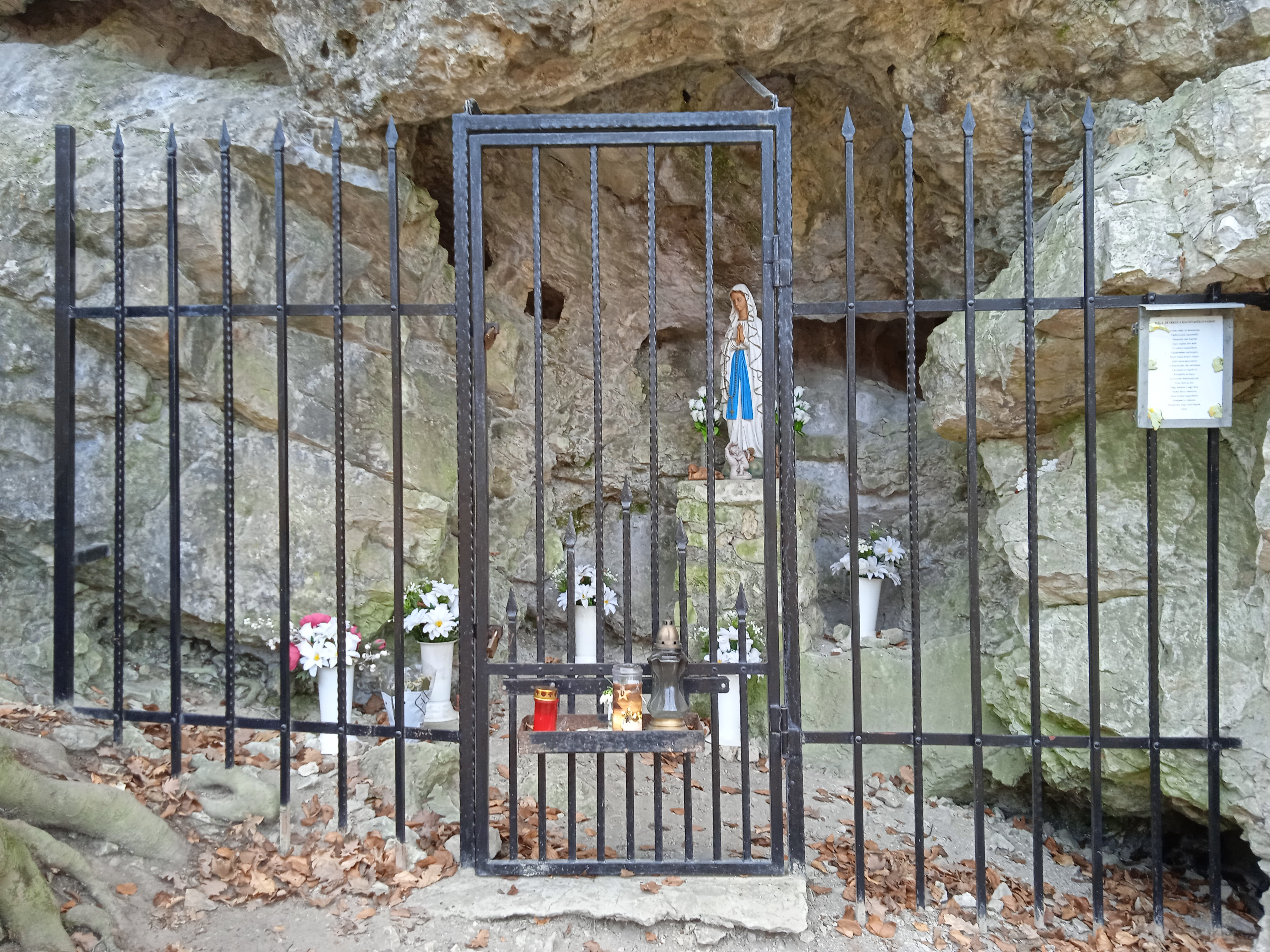
A barlang 2022-ben